# رافاييل تافاريس
رافاييل تافاريس هو لاعب كرة قدم برازيلي في مركز الوسط، ولد في 26 يونيو 2000 في البرازيل. لعب مع نادي سبارتاك ترنافا.

## وصلات خارجية
- رافاييل تافاريس على موقع الاتحاد الأوربي (الإنجليزية)
- رافاييل تافاريس على موقع قاعدة بيانات كرة القدم.إي يو (الإنجليزية)
- رافاييل تافاريس على موقع Soccerway.com (الإنجليزية)
- رافاييل تافاريس على موقع عالم كرة القدم.نت (الإنجليزية)